# شورش هایاتو
شورش هایاتو (به ژاپنی: 隼人の反乱, Hayato no hanran)، (۷۲۰–۷۲۱) شورش مردم هایاتو کیوشوی جنوبی علیه دودمان یاماتو ژاپن در دوره نارا بود. پس از یک سال و نیم جنگ، مردم هایاتو شکست خوردند و دربار امپراتوری حکومت خود را بر جنوب کیوشو برقرار کرد.